# Platycerium alcicorne
Platycerium alcicorne är en stensöteväxtart som först beskrevs av Willem., och fick sitt nu gällande namn av Nicaise Augustin Desvaux. Platycerium alcicorne ingår i släktet Platycerium och familjen Polypodiaceae. Inga underarter finns listade.

## Bildgalleri

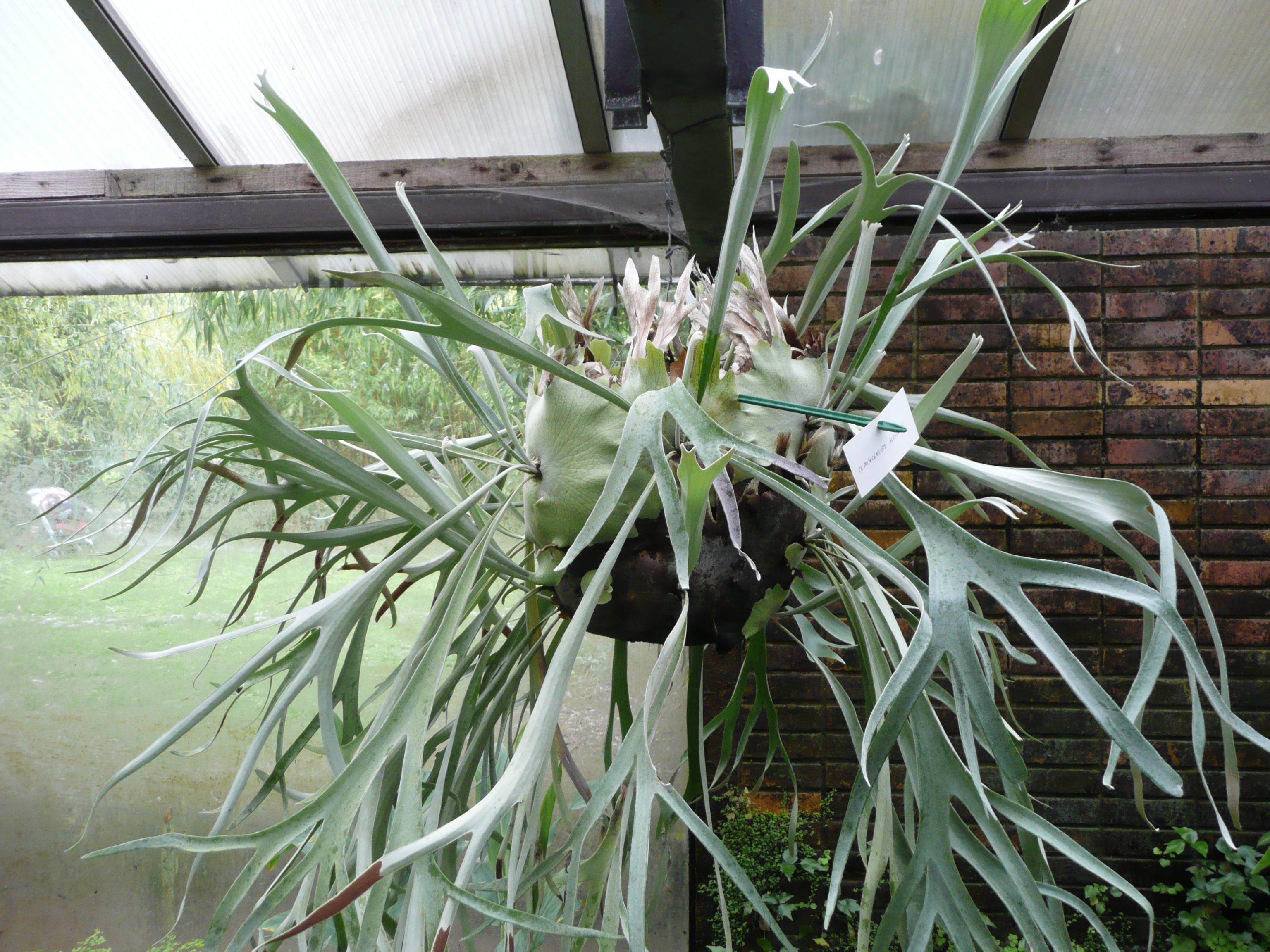
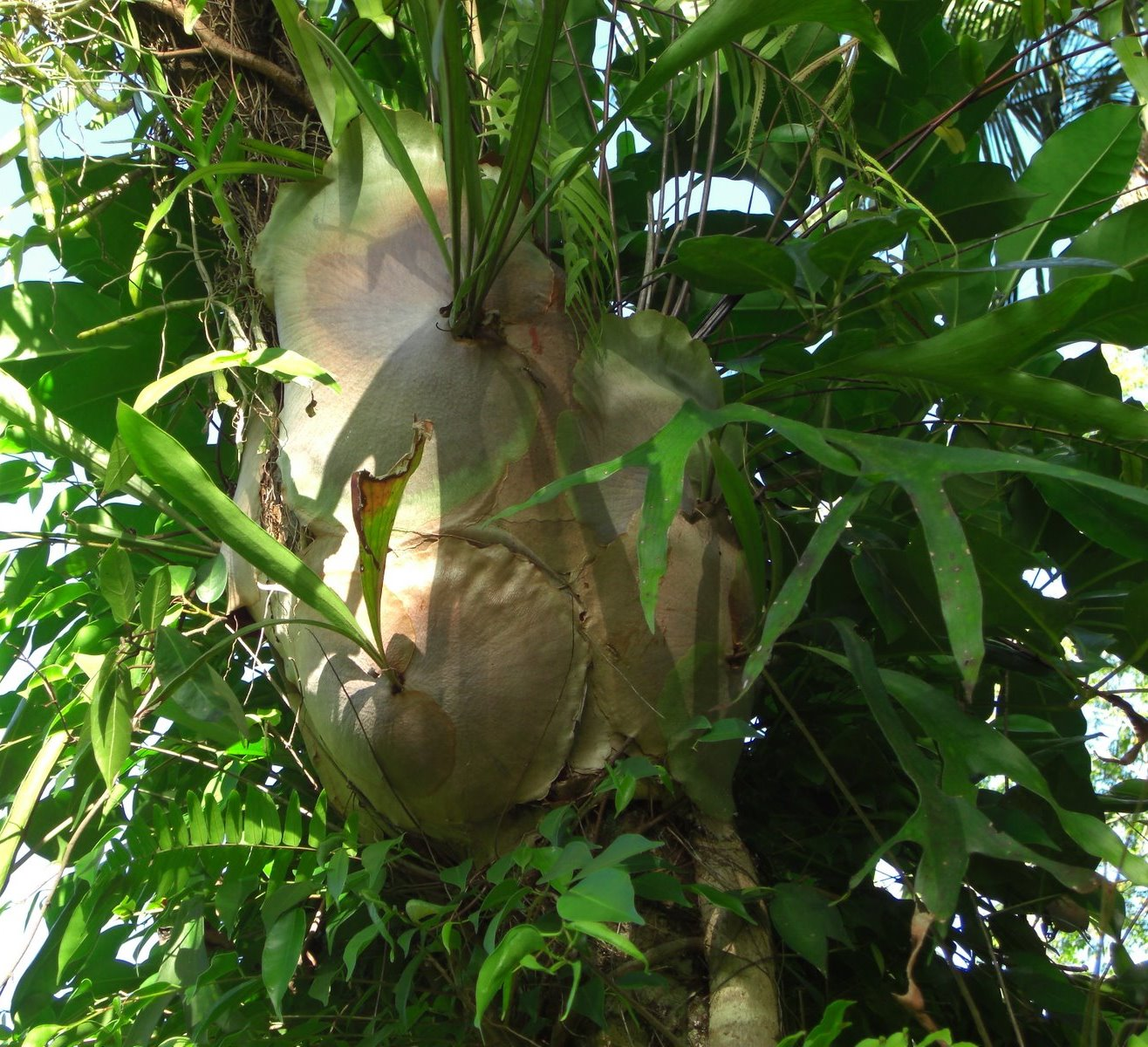
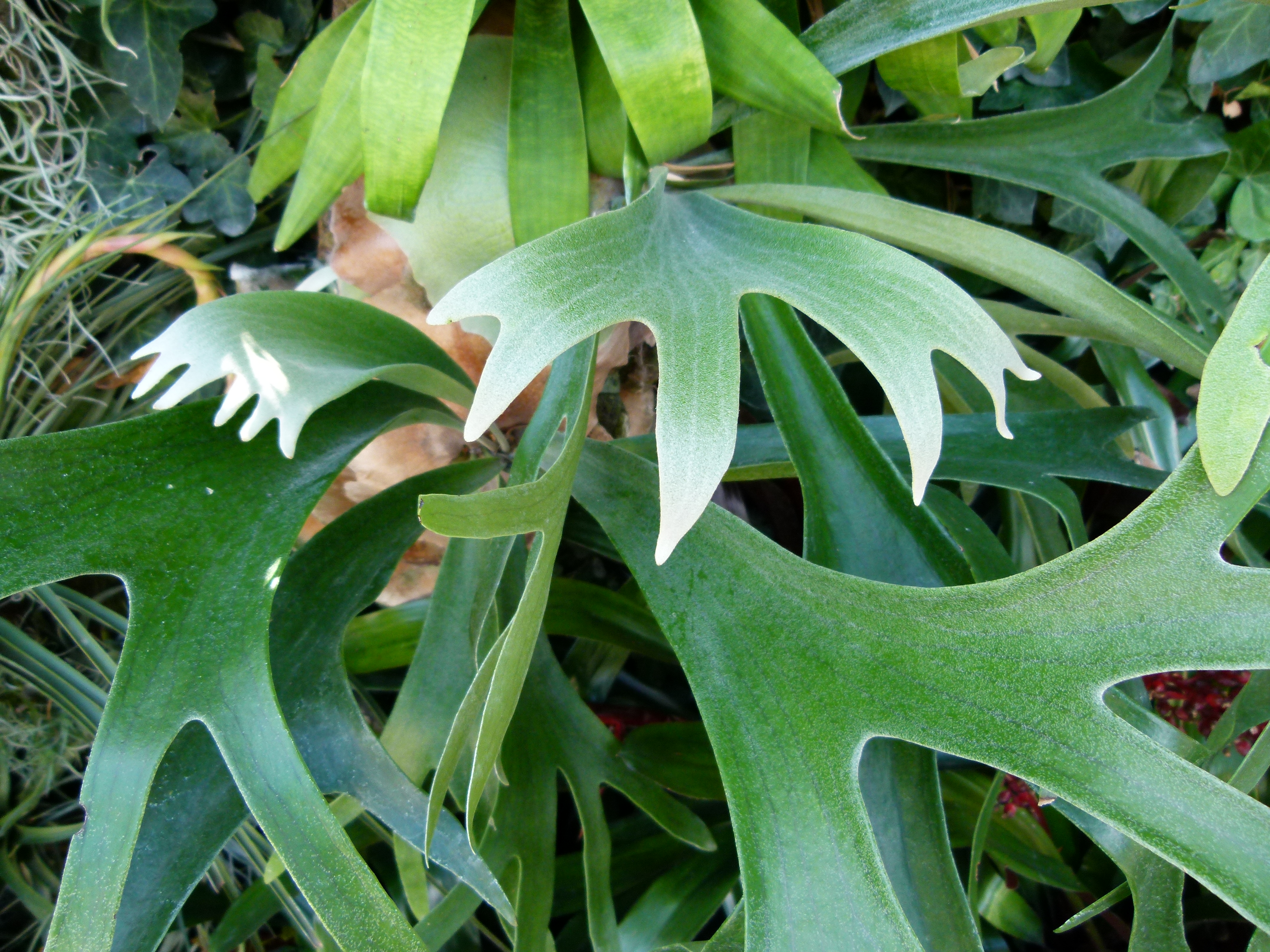
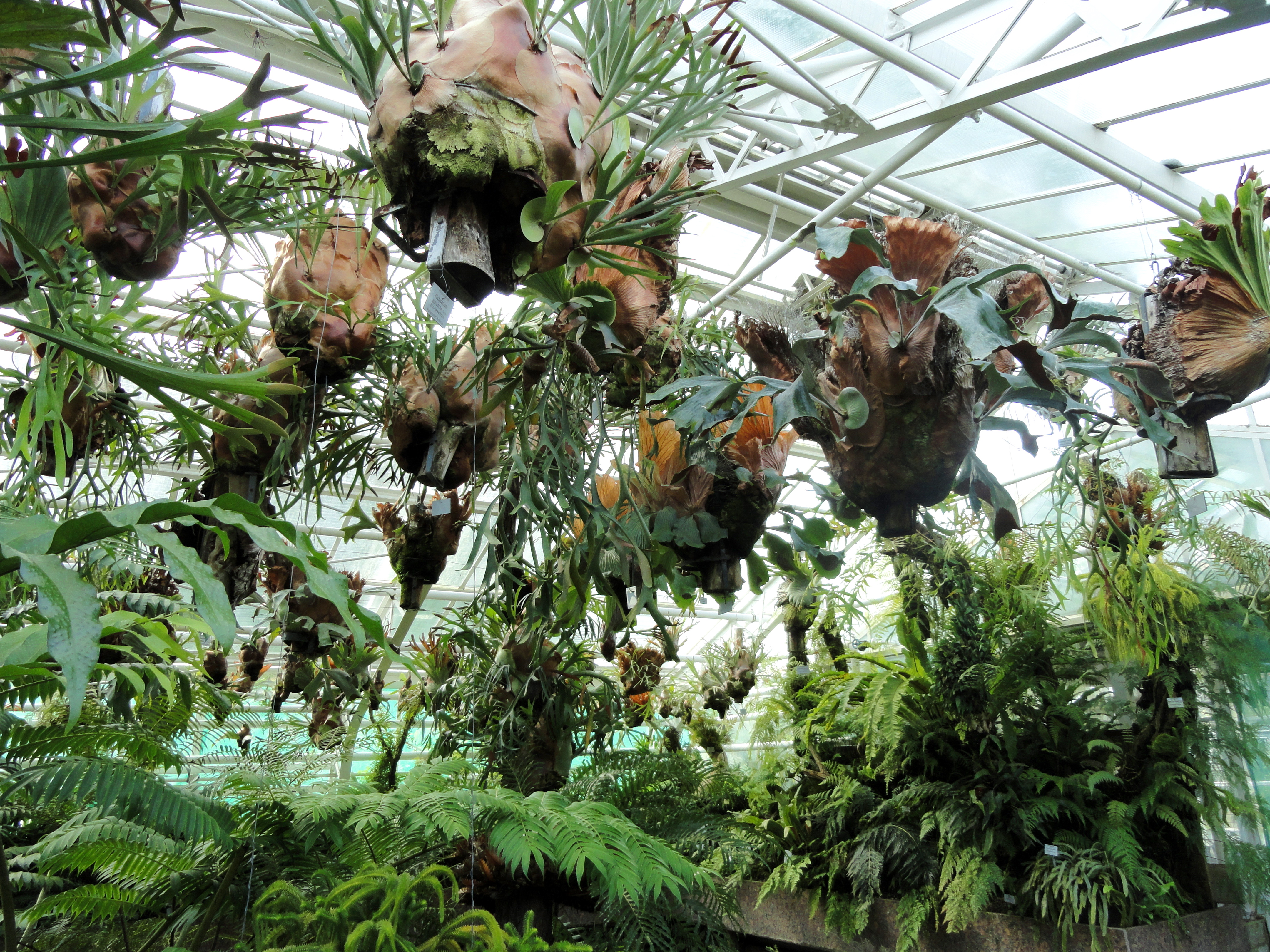
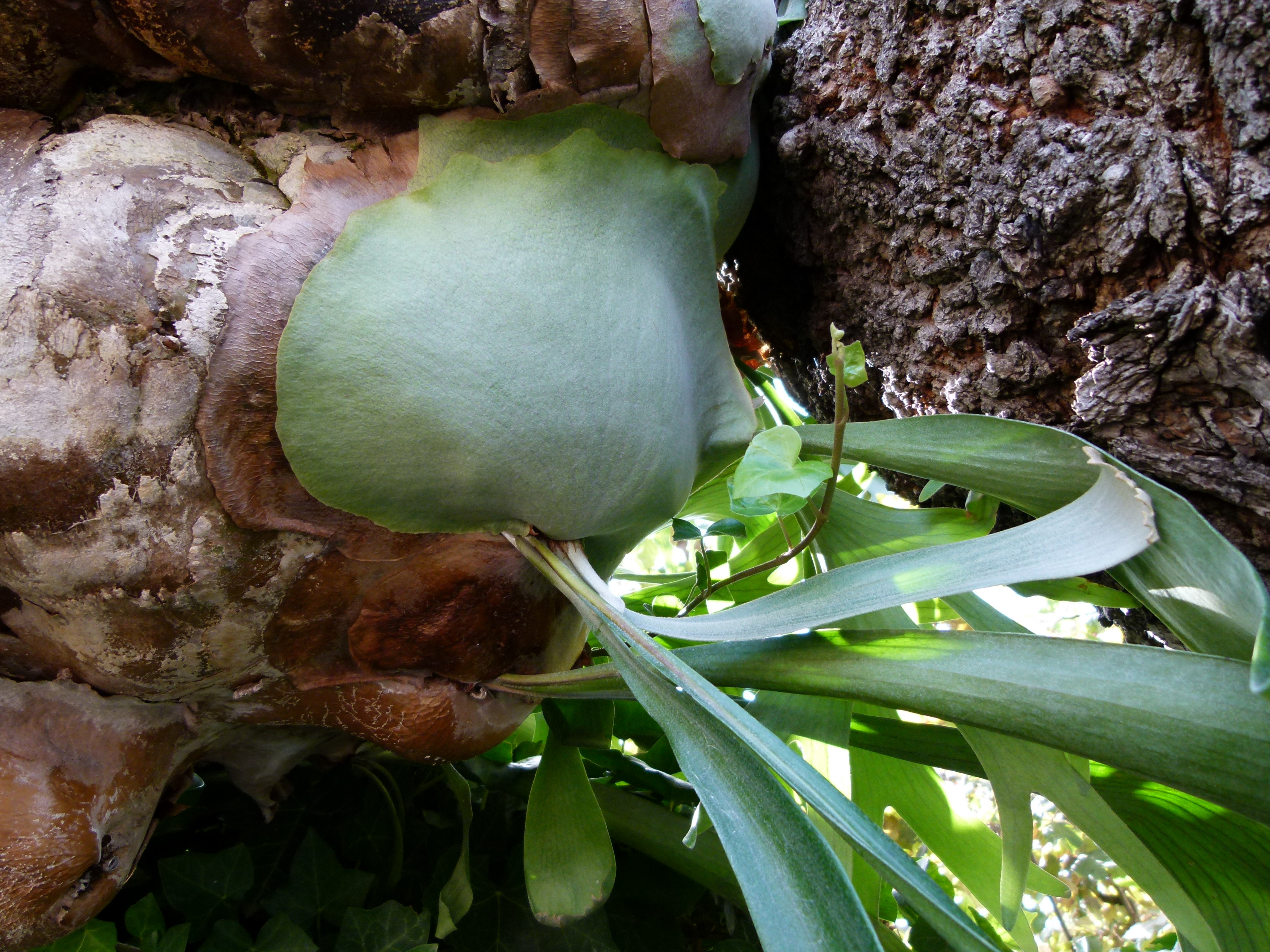
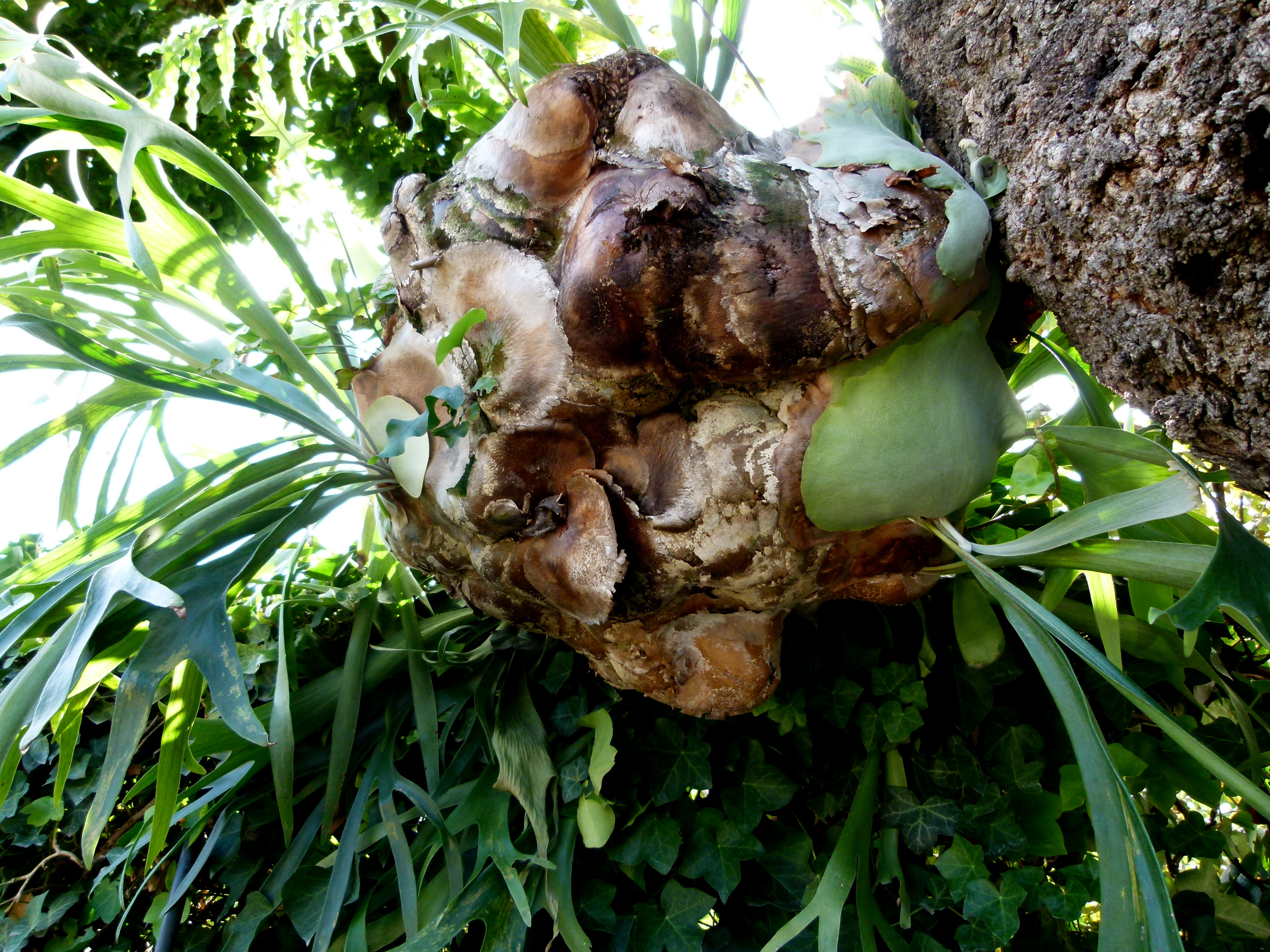